# Нумантинска война
Нумантинската война (от Bellum Numantinum в Римска история на Апиан) е последния конфликт от Келтиберските войни, водени от римляните, за да покорят народите покрай Ебро. Конфликтът между Келтиберските племена в провинция Далечна Испания и римското управление продължават повече от 20 години. Той започва през 154 пр.н.е. като въстание на келтиберите от Нуманция на Дуеро. Първата фаза на войната приключва през 151 пр.н.е., но през 143 пр.н.е. започва отново с ново въстание в Нумантия.

## След Лузитанската война
Първото въстание избухва по време когато на югозапад в провинция Близка Испания се води войната с лузитаните. Основните римски сили остават да се борят с лузитаните докато техния водач Вириат не е убит. Изтощената след войната римска армия не успява да победи в планинския терен, обединения съюз на племената и през 137 пр.н.е. дори попада в обкръжение. Спасява я с дипломация един от римския квестори – Тиберий Гракх, чийто баща преди време е управлявал испанската провинция. Сенатът обаче не потвърждава сключения от Тиберий договор и решава войната да бъде продължена.

### Обсада на Нуманция
През 134 пр.н.е. в провинция Далечна Испания е изпратен най-добрия римски военачалник по онова време, консулът Сципион Емилиан. Той заздравил дисциплината сред войската и оправил отношенията в приятелкси настроените към Рим иберийски племена. В резултат на това набрал 20 000 войници и 40 000 съюзници, вкл. нумидийската кавалерия под водачеството на Югурта. Сципион построил 7 укрепени лагера и палисади около Нуманция преди да започне обсадата. След 15 месеца обсада, борба с римляните, болестите и глада, градът пада през втората половина на 133 пр.н.е.